# Tixi
Tixi Fahrdienst für Menschen mit einer Behinderung sind gemeinnützige, politisch und konfessionell neutrale Vereine für alle mobilitätsbehinderten Menschen in Schweizer Regionen in den Kantonen Aargau, Appenzell, Luzern, Glarus, St. Gallen, Zug und Zürich, welche die öffentlichen Verkehrsmittel nicht oder nur unter erschwerten Bedingungen nutzen können. Der Transportdienst wird zu Tarifen angeboten, die mit denen der öffentlichen Verkehrsmittel vergleichbar sind, in Zürich etwa zum Zonen-Tarif des Zürcher Verkehrsverbundes.

## Geschichte
Der Ursprung des Namens Tixi ist nicht nachzuweisen, vermutlich stammt der Name vom Wort Taxi ab (die Fahrzeuge wurden manchmal Tixi-Taxi genannt, was je nach Verein nicht gerne gehört wird, da es falsche Assoziationen weckt. So sind beim kleinen Tixi Appenzellerland Fahrten nur zwei Tage im Voraus bestellbar, aber auch weitere Merkmale unterscheiden sich deutlich von einer Taxi-Dienstleistung).
Die Kombination mit freiwilligen Fahrern und einer selbst derart geringen Bezahlung wird organisatorisch möglich, wenn Vereinsmitglieder durch Vereinsmitglieder gefahren werden, ansonsten wäre eine Taxiprüfung für gewerblichen Personentransport notwendig. Deshalb sind oft sowohl Fahrer als auch Fahrgäste stets Aktivmitglieder in einem Verein und zahlen dessen entsprechenden Mitgliederbeitrag.

### Tixi Bern
Laut Angaben des Gründers von Tixi Zürich habe Zürich im 1983 die Organisationsform und den Namen vom bereits bestehenden Fahrdienst in Bern übernommen. Der heutige Fahrdienst BETAX schreibt selber, dass seine Anfänge im Jahr 1984 lägen, dabei handelt es sich um einen Fahrdienst einer Genossenschaft, in welchem Vereinsmitglieder des Vereins TIXI Bern weiterhin ehrenamtliche Arbeit leisten. Der Kanton Bern wiederum subventioniert die Stiftung BTB, für welche BETAX ein "Anbieter" ist.

### Tixi Zürich
Der Verein im Kanton Zürich besteht seit Oktober 1983, trägt heute das Gütesiegel der Zewo-Stiftung und erhält seit Anfang der 2000er-Jahre keine Unterstützung mehr vom Kanton. Das erste Fahrzeug war ein VW-Bus, der mit einer "primitiven" Rampe für den Rollstuhltransport eingerichtet wurde. Zunächst wurde nur am Abend und am Wochenende gefahren und der Betrieb war oft improvisiert. Ein Fiat Ducato ersetzte den VW-Bus und die folgenden Ford Transit waren einige Jahre im VBZ Depot Hardau untergestellt. Mit der Zeit wurde es möglich, dass Fahrten nicht im Voraus bestellt werden mussten, sondern durch die ganztägige Besetzung der Zentrale und Dutzenden gleichzeitig eingesetzter Fahrzeuge auch Spontanfahrten möglich wurden. Aufgrund der grösseren Strecken nach der Ausweitung des Fahrgebietes in die Agglomeration wurden vermehrt kleinere Fahrzeuge eingesetzt, als dies in der Stadt Zürich der Fall gewesen war, zunächst Renault Express mit Gruau-Umbau. Tixi Zürich fuhr 2010 mit über 400 ehrenamtlichen Fahrern bei über 50'000 Einsätzen mehr als 1 Million km im öffentlichen Verkehrsgebiet des Kantons Zürich. TIXI Zürich transportiert sowohl Rollstühle in eigenen Fahrzeugen als auch andere mobilitätsbehinderte Menschen (Blinde, Gebrechliche, Demenzbetroffene), welche den öffentlichen Verkehr nicht benutzen können, in den eigenen oder auch den privaten Fahrzeugen der Freiwilligen. Von 2005 bis 2008 promotete Doris Fiala Tixi Zürich für 100'000 Franken und geriet für den in Rechnung gestellten Betrag in die Kritik. 2013 nahm Tixi Zürich die ersten zwei elektrisch betriebenen Fahrzeuge für Rollstuhltransport in Betrieb, angeblich die ersten weltweit.
Die Stadt Zürich betreibt den eigenen Fahrdienst für Rollstühle Behindertentransportdienst BTZ, von welchem jedoch gewisse Menschen aufgrund zum Beispiel ihres Vermögens ausgeschlossen werden, was auch gilt für die Mobilitätsgutscheine von ProMobil, einer vom Kanton gegründeten Stiftung, durch welche Nich-Rollstuhlfahrer ein Kontingent von Taxigutscheinen erhalten. Von BTZ oder ProMobil Abgelehnte können sich um eine TIXI-Mitgliedschaft bemühen. Zudem weitete TIXI Zürich ihr Verkehrs- und Mitgliedergebiet nach der Einführung des städtischen BTZ-Dienstes auf die Agglomeration aus. Die Gemeinden im Fahr- und Mitgliederbereich unterstützen TIXI mit Betriebsbeiträgen, dies im Bereich des rechten Zürichseeufers bis Hombrechtikon, im Glatttal bis Uster, im Unterland bis Neerach, im Limmattal bis an die Kantonsgrenzen sowie am linken Zürichseeufer bis Richterswil aber ohne Wädenswil, wo ein eigener Transportdienst besteht. Tixi Zürich fährt sodann bis Birmensdorf, für das Säuliamt besteht der Fahrdienst des Tixi Säuliamt. Tixi Zürich eröffnete im 2023 einen neuen Standort mit Fahrzeugen in der Stadt Kloten, womit Leerfahrten-Kilometer der 30 im Einsatz befindlichen Fahrzeuge reduziert werden sollten. Der Fahrbereich wurde etwa zeitgleich bis Hinwil ausgedehnt.

### Tixi St. Gallen
Im weit verzweigten Kanton St. Gallen bestehen in Uznach und Rapperswil zwei Transportdienste im Einzugsbereich der Linth, sodann im Rheintal zwei Fahrdienste und im Fürstenland und in der Stadt St. Gallen zwei weitere Dienste. Tixi St. Gallen wurde bereits 1984 gegründet und stellte im Jahr 2023 mit 90 Freiwilligen Fahrten während 365 Tagen im Jahr von 7:30h morgens bis 22:00h abends zur Verfügung. In St. Gallen stand ab 2019 auch ein Elektrofahrzeug im Einsatz.

### Glarner Rollstuhltaxi
1983 erfuhr die damalige Präsidentin des Glarner Invalidenbunds, Christina Schmidlin-Meier, durch Zufall, dass ein nicht mehr benötigtes Rollstuhlauto zur Schenkung an eine Institution zur Verfügung stand. Nach diversen Kontaktaufnahmen entstand eine Trägerschaft aus Multiple Sklerose Regionalgruppe Glarus, Pro Infirmis Glarus, Pro Senectute Glarus, SRK Sektion Glarus, Behindertensportgruppe Glarus und Rheumaliga Glarus. Der informelle Zusammenschluss fragte Pensionäre als Fahrer an, es gab zunächst keine Statuten und keinen Verein; der pensionierte Spitalchauffeur Rudolf Jenny wurde Chef und Instruktor für das Auto, die Sanitäts- und Fürsorgedirektion des Kantons sprach ein Startkapital von 3000 Franken. Die Fahrervermittlung und Abrechnung wurde zu Beginn ehrenamtlich durch Lilly Kern erledigt. Der Regierungsrat sprach aus dem kantonalen Lotteriefonds einen ersten Beitrag. Das Fahrzeug wurde nur für Rollstuhlfahrer eingesetzt sowohl für Termine und Kurverlegungen, als auch für Freizeitfahrten. 1988 konnte das Auto nach einer Weihnachts-Sammelaktion des Fridolin durch ein Neues ersetzt werden. 1993 wurde ein zweites Auto von der SUVA geschenkt. Auf diese lose Vereinigung "ohne rechtliche Grundlagen" folgte 1998 die Gründung des Vereins Glarner Rollstuhltaxi.

### Tixi Aargau
Nach der Gründung im Jahr 2007 konnte im 2009 die erste Fahrt mit dem Tixi 1 durchgeführt werden. Bis im Jahr 2022 wurden insgesamt 16 Fahrzeuge beschafft, von welchen bis zu diesem Zeitpunkt sechs wieder stillgelegt worden waren.

### Tixi Appenzell
Das Tixi AR/AI des Vereins Behindertenfahrdienst setzt seine Fahrzeuge in den beiden Halbkantonen Appenzell Inner- und Ausserrhoden ein.